# Попович Володимир Романович
Володи́мир Рома́нович Попо́́вич (16 квітня 1985 — 11 липня 2014) — солдат Збройних сил України, учасник російсько-української війни.

## Життєпис
народився 1985 року в селі Гряда Жовківського району. 2001 року закінчив 9 класів ЗОШ села Гряда. Проходив строкову військову службу в лавах ЗСУ. Весною 2014-го мобілізований, механік-водій, 24-та окрема механізована бригада. Старший механік-водій 2-го гаубичного самохідно-артилерійського взводу 2-ї гаубичної самохідно-артилерійської батареї гаубичного самохідно-артилерійського дивізіону.
11 липня 2014 року в районі села Зеленопілля Луганської області приблизно о 4:30 ранку російсько-терористичні угрупування обстріляли з РСЗВ «Град» блокпост українських військовиків, внаслідок обстрілу загинуло 19 військовослужбовців.
Без Володимира лишився батько.
19 липня 2014 року похований у селі Гряда Жовківського району.

## Нагороди та вшанування
14 березня 2015 року — за особисту мужність і героїзм, виявлені у захисті державного суверенітету та територіальної цілісності України, вірність військовій присязі під час російсько-української війни, відзначений — нагороджений орденом «За мужність» III ступеня (посмертно).
4 січня 2015-го в селі Гряда на фасаді будівлі ЗОШ встановлено меморіальну дошку Володимиру Поповичу.